# Bedford, New York

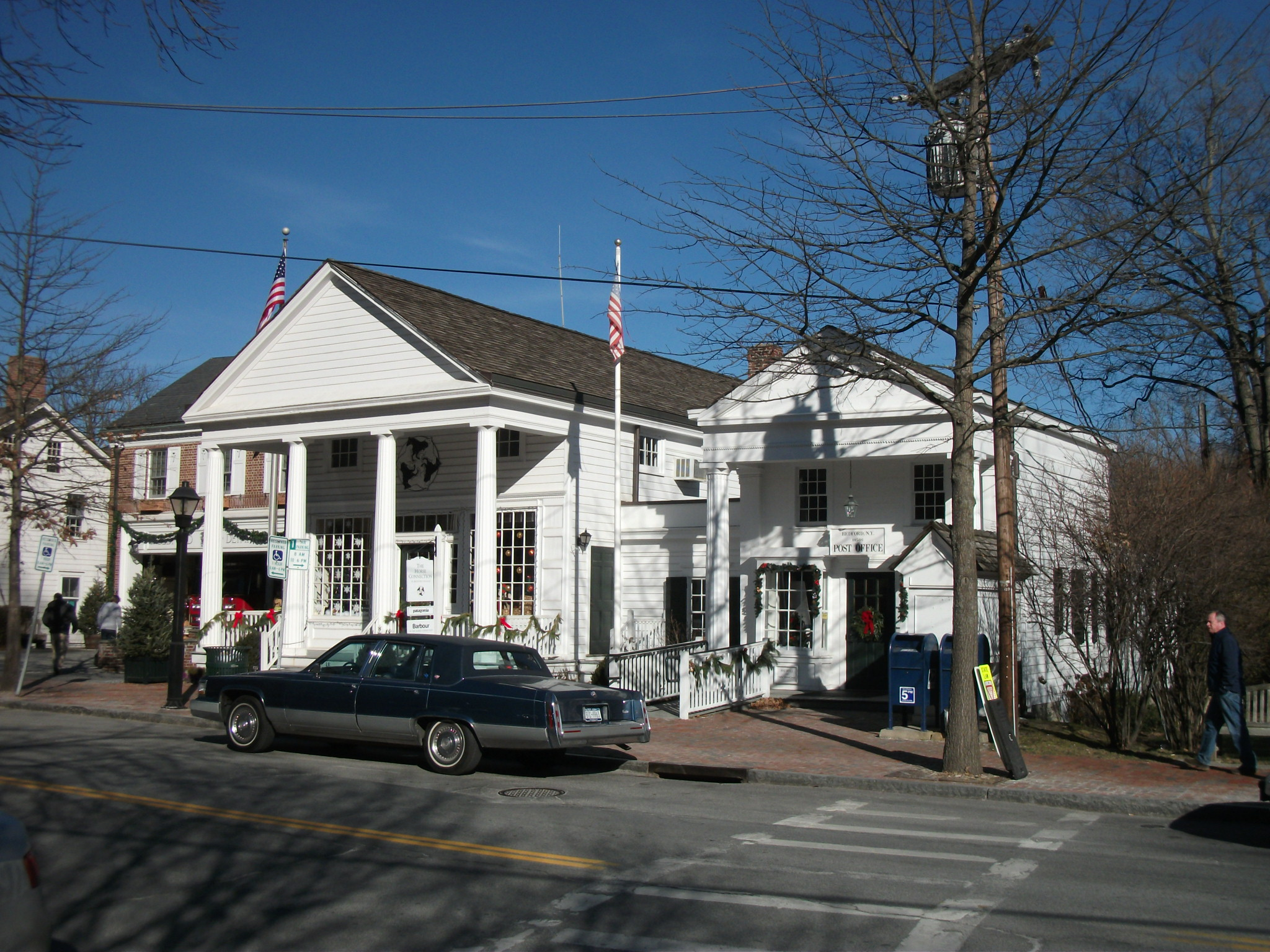
Postkontoret i Bedfords historiska ortskärna.

Bedford är en kommun (town) i Westchester County i den amerikanska delstaten New York, tillhörande nordöstra delen av New Yorks storstadsregion. Kommunen har en yta på 102,1 km² och en folkmängd som uppgick till 17 335 invånare vid 2010 års folkräkning. I kommunen ingår de mindre orterna och bostadsområdena Bedford Hills, Bedford och Katonah, som alla administreras direkt av kommunen Town of Bedford, New York.

## Kända personer från Bedford
- Felicity Huffman, skådespelare.
- Kate Mara och systern
- Rooney Mara, båda skådespelare.
- Lena Olin och Lasse Hallström, skådespelare bosatta i Bedford.